# هارا تانه‌نوبو
هارا تانه‌نوبو (به ژاپنی: 原胤信) یا هارا موندو (۱۵۸۷ – ۴ دسامبر ۱۶۲۳) یک هاتاموتو مسیحی در دوره آزوچی-مومویاما و اوایل دوره ادو، اهل ژاپن بود. وی در سال ۱۶۰۰ به دین مسیحیت گروید و پس از ممنوعیت مسیحیت در ژاپن سال‌ها مخفیانه در ادو زندگی کرد اما سرانجام دستگیر شد و در ۱۶۲۳ به همراه ۴۷ مسیحی دیگر زنده سوزانده شد.